# Sara Ramírez
Sara Ramírez (ur. 31 sierpnia 1975 w Mazatlán) – meksykańsko-amerykańska aktorka i piosenkarka. Zdobywczyni Nagrody Tony w kategorii Najlepsza Aktorka Drugoplanowa w Musicalu.

## Życiorys
Urodziła się w Mazatlán, w stanie Sinaloa – popularnym kurorcie morskim nad Pacyfikiem. W wieku 8 lat przeprowadziła się do Tierrasanta w San Diego. Po skończeniu San Diego School of Creative and Performing Arts w San Diego, ukończyła nowojorską Juilliard School, gdzie doskonaliła swoje aktorskie umiejętności.
W 1998 roku debiutowała na Broadwayu w sztuce Paula Simona The Capeman. W 1999 roku wystąpiła w The Gershwins' Fascinating Rhythm, za co została nominowana do nagrody Outer Critics Circle. Pojawiła się także w A Act Class, Dreamgirls, The Vagina Monologues.
Sara Ramírez użyczyła głosu głównemu bohaterowi gry na PlayStation Um Jammer Lammy. Dołączyła do obsady Chirurgów w czasie trwania drugiego sezonu w roli dr Callie Torres.
Mówi biegle po angielsku i hiszpańsku.
4 lipca 2012 zawarła związek małżeński z Ryanem Deboltem. Jest osobą biseksualną i niebinarną, używa zarówno żeńskich (she/her) i nijakich (they/them) zaimków.